# Frank Sinatra Jr.
Frank Sinatra Jr., właściwie Franklin Wayne Sinatra (ur. 10 stycznia 1944, zm. 16 marca 2016 w Daytona Beach na Florydzie) – amerykański piosenkarz.

## Życiorys
Był synem amerykańskiego piosenkarza i aktora Franka Sinatry oraz Nancy Barbato Sinatra. Jego starszą siostrą była piosenkarka Nancy Sinatra, zaś młodszą producentka telewizyjna Tina Sinatra. Jego rodzice rozwiedli się, gdy miał sześć lat. Występy sceniczne rozpoczął w wieku 19 lat. W 1963 został uprowadzony z pokoju hotelowego, a porywacze zażądali od jego ojca 240 tys. dolarów okupu za jego uwolnienie. Po zapłaceniu okupu porywacze zwolnili Franka Sinatrę Jr. i zostali następnie ujęci przez policję. W trakcie procesu porywacze bronili się twierdząc, iż porwanie było zaaranżowane i było chwytem marketingowym, który miał rozreklamować artystę. W 1965 debiutował albumem Young Love For Sale, łącznie w dorobku miał 7 albumów. Wiele koncertował ze swoim ojcem, był znanym interpretatorem jego twórczości. Zmarł w wyniku nagłego zatrzymania akcji serca.

## Dyskografia
- Young Love For Sale (1965)
- The Sinatra Family Wish You a Merry Christmas (1968) – 4 utwory
- Spice (1971)
- His Way! (1972)
- It’s Alright (1977)
- As I Remember I (1996)
- That Face! (2006)